# Wymarzony domek
Wymarzony domek (fr. La maison du bonheur) – francuski film komediowy z 2006 roku w reżyserii Dany’ego Boona. Zdjęcia kręcono w Paryżu i Maisons-Laffitte.

## Fabuła
Pracownik firmy udzielającej kredytów hipotecznych, Charles Boulin, postanawia zrobić żonie prezent i kupuje domek na wsi z okazji kolejnej rocznicy ślubu. Tymczasem traci pracę, a „wymarzony domek” kwalifikuje się do gruntownego remontu.

## Obsada
- Michèle Laroque jako Anne Boulin
- Dany Boon jako Charles Boulin
- Daniel Prévost jako Jean-Pierre Draquart
- Patrice Abbou jako barman w bistro
- Frédéric Bouraly jako lekarz
- Antoine Chappey jako Alexis Boulin
- Jean Dell jako notariusz
- Didier Flamand jako bankier
- Laurent Gamelon jako Donatello Pirelli